# 徳島藩
徳島藩（とくしまはん）は、阿波国（徳島県）・淡路国（兵庫県淡路島・沼島）の2国を領有した藩。藩庁は徳島城（徳島県徳島市）に置かれた。藩主は外様大名の蜂須賀氏。支藩として一時、阿波富田藩があった。

## 略史
豊臣秀吉股肱の臣で播磨国龍野を領していた蜂須賀正勝は、天正13年（1585年）の四国征伐の後に阿波国を与えられた。正勝は高齢を理由に嗣子の家政に家督を譲り、家政が徳島藩主となった。入部当時の石高は17万5千石で、板野郡の一部は他領であったため、支配領域は阿波国一円には至っていなかった。大坂の陣後、兵橘領や置塩領も徳島藩が治めた。同年、家政により徳島城が築城される。徳島城完成時に踊られたのが阿波踊りの発祥とする説がある。
慶長5年（1600年）の関ヶ原の戦いで、家政は西軍により強制的に出家させられた上で高野山に追放された。阿波国は毛利家の軍勢が進駐し、その管理下に置かれた。その一方、小笠原秀政の娘で徳川家康の養女万姫を妻に迎えていた嗣子の至鎮は会津征伐に従軍しており、9月15日（10月21日）の本戦では東軍として参加した。この結果、戦後改めて至鎮に旧領が安堵されることとなった。この時より実質的に徳島藩が成立したと言えるため、家政は「藩祖」、至鎮は「初代藩主」として数える。
大坂の陣において至鎮は、2代将軍徳川秀忠より家臣団が7つもの感状を受ける働きをした。これにより蜂須賀家は岩屋周辺を除く淡路国7万石を与えられたが、当時は藩主としては不安定な時期であり、阿波国北部とともに正勝の義兄弟であった稲田植元を客分として招き知行地となった。元和3年（1617年）に岩屋周辺も加増され、阿波・淡路の2国・25万7千石を領する大封を得た。
吉野川流域では藍の生産が盛んで、特に10代重喜の時代になると徳島の藍商人は藩の強力な後ろ盾や品質により全国の市場をほぼ独占するに至った。藍商人より上納される運上銀や冥加銀は、藩財政の有力な財源となった。領石高25万石と言われているが、実際には阿波商人が藍、たばこ、塩などで得た利益を合算すると四十数万石になるともいわれている。
天明2年（1782年）、城下が大火に見舞われ、三十余町が焼亡した。
徳島城は約300年間にわたり機能したが、明治新政府による1873年（明治6年）の廃城令で破却された。最後まで残っていた「鷲の門」は太平洋戦争中に焼失したものの、1989年（昭和64年/平成元年）に個人により再建され、徳島市に寄贈された。徳島城跡は、2006年に日本100名城の76番目の城に指定されている。
明治4年（1871年）、廃藩置県により徳島藩は徳島県となった。その後名東県（阿波国・讃岐国・淡路国）を経て、一旦は高知県に編入された。家臣が陪臣扱い（士族になれない）になることを忌避して公然と徳島藩からの分藩運動をしていた稲田家と対立し、明治5年に庚午事変が起きた。そのため、淡路島は兵庫県に編入された。1880年（明治13年）に徳島県として再び分離された。
蜂須賀家は明治2年（1869年）の版籍奉還とともに華族に列し、1884年（明治17年）の華族令で侯爵となった。

## 歴代藩主
蜂須賀家
外様 17万5千石→25万7千石
1. 至鎮 淡路国加増により25万7千石 [12]
2. 忠英
3. 光隆
4. 綱通
5. 綱矩
6. 宗員
7. 宗英
8. 宗鎮
9. 至央
10. 重喜
11. 治昭
12. 斉昌
13. 斉裕
14. 茂韶

## 支藩
- 阿波富田藩

## 公族（藩主一門）
- 蜂須賀隆矩（2代藩主蜂須賀忠英の四男｜別名・池田興龍（鎮辰）｜仕置家老のち藩主一門に復帰）- 嫡男の蜂須賀綱矩は5代藩主
- 蜂須賀隆喜（2代藩主蜂須賀忠英の五男）- 隆長（長男｜富田藩2代藩主）、宗英（三男｜7代藩主）
- 蜂須賀隆寿[13] - 蜂須賀重隆（次男）
蜂須賀喜憲（重隆嫡男だが早世。一時中老、後に藩主一門復帰）
蜂須賀隆穀（重隆次男）-隆寛[14]=休栄[15]-隆実=隆芳[16]
- 蜂須賀重矩（6代藩主正員の次男[17]）
- 蜂須賀休光（8代藩主蜂須賀宗鎮の七男）-休紹=休尉
- 蜂須賀昭順（11代藩主蜂須賀治昭の三男）-昭徳-昭融

## 家老
- 稲田氏（淡路洲本領1万4000石・重臣）脇城代・洲本城代、維新後男爵 - 庚午事変
稲田植元-示植-植次-植栄＝植幹(植次の子)-植治＝植政(植幹の子)-植久-植晟＝植樹(植久の子)-敏植-植封＝芸植(敏植の子)-植乗＝植誠(敏植の孫)＝邦植[18](植乗の子)
- 賀島氏（阿波牛岐領1万石）維新後男爵
賀島長昌-政慶-政重-重玄-重郷＝政之-政朝＝政良-政孝-政徳-政延-政綽＝政範-政一[18]-政長
- 池田氏（5000石・蜂須賀家政外孫）称:蜂須賀姓
池田由英[19]＝蜂須賀隆矩[20]＝三尾正長[21]-長亮-長甫＝長好＝長旨-長教＝長興＝昭訓[22]-昌豊-永孝
- 益田豊後（5500石・海部城代[23]）[24] - お家騒動、海部騒動
- 長谷川貞恒（越前）[24]
- 蜂須賀氏（5000石・10代蜂須賀重喜次男）
蜂須賀喜翰（若狭）-喜周（信濃）-喜共（若狭）-喜文（兵部）-喜心（信濃）
- 蜂須賀氏（5000石・10代蜂須賀重喜四男）
蜂須賀喜儀（駿河）-喜修（駿河）-喜熈（駿河）-喜永（駿河）

## 中老
- 森甚五兵衛（3000石）阿波水軍
- 生駒氏（蜂須賀家政義兄、初代藩主蜂須賀至鎮伯父）
生駒善長－言慶－何三－時里－永言－永貞－何前－永豊－永綏－永久－
- 里美氏
- 武藤氏 [25]

## 阿波九城
蜂須賀氏入国後（天正年間）、阿波国内にあった既存の9つの中世城郭を改修し「阿波九城」と称する支城として整備した。一国一城令（慶長20年（1615年））により廃城。
城番
- 一宮城 - 益田一正
- 撫養城 - 益田正忠
- 西条城 - 森監物
- 川島城 - 林能勝
- 大西城（池田城） - 牛田一長[26]、中村重勝[27]・中村可近ら
- 海部城 - 中村重友、中村重勝、益田一正ら
- 牛岐城（富岡城、浮亀城） - 賀島政慶
- 脇城 - 稲田植元
- 仁宇城（和食城、仁宇山城） - 山田宗重

## 不通大名
江戸時代、意図して互いに交流をしない大名同士のこと。江戸城内で会っても会釈も挨拶も交わさないとされる。
家祖・蜂須賀正勝の娘糸姫（家政の異母妹）は福岡藩初代藩主・黒田長政（黒田孝高の子）の正室。糸姫と長政の間には娘・菊（井上庸名室）もいたが、関ヶ原の戦い（慶長5年（1600年））の前に離縁され、実家の阿波国に返される。これは長政の継室として家康の養女栄姫（保科正直の娘）が嫁ぐためである。この糸姫との離縁が、江戸時代中期までの黒田家と蜂須賀家の127年にわたる「不通大名」のきっかけとなった。
蜂須賀・黒田両家は享保12年（1727年）、蜂須賀綱矩・黒田宣政の代に、陸奥守山藩主松平頼貞のとりなしで和解した。
最期の藩主蜂須賀茂韶の孫・蜂須賀年子著『大名華族』（1957年、三笠書房。徳島新聞連載）には「黒田家から教わった『火伏せのまじない札』」の塗り込められた『火伏せの板戸』の話が10代藩主・蜂須賀重喜の頃の伝承として出てくる。これによると、蜂須賀家は「江戸時代初期に黒田家からまじない札を教わった」とある。
豊臣秀吉を祀る豊国神社の再建は、明治期に黒田長成と蜂須賀茂韶が中心になって行われた。また、長成の子の黒田長禮と茂韶の孫の蜂須賀正氏が共に鳥類学者であった縁で両家は親しくした。

## 幕末の領地
- 阿波国一円
  - 名東郡 - 55村
  - 名西郡 - 38村
  - 板野郡 - 129村
  - 阿波郡 - 31村
  - 麻植郡 - 28村
  - 美馬郡 - 19村
  - 三好郡 - 29村
  - 海部郡 - 64村
  - 那賀郡 - 135村
  - 勝浦郡 - 45村
- 淡路国一円
  - 津名郡 - 124村
明治4年（1871年）5月 - 家老稲田氏知行地のうち、津名郡43か村浦を兵庫県に編入（前年に庚午事変が起こっている）。
明治4年7月14日（1871年8月29日）、廃藩置県。11月15日（12月26日）、淡路島全域を名東県（阿波国・淡路国・讃岐国）に編入。
明治9年（1876年）8月21日 - 第2次府県統合。名東県より淡路島全域が兵庫県に移管される。
  - 三原郡 - 134村

上記のほか、明治維新後に日高国新冠郡を管轄したが、筆頭家老・稲田家に移管された。また、稲田家は増上寺領だった日高国静内郡および根室国花咲郡の一部（後の色丹郡）も移管を受けた。

## 徳島藩を舞台とした作品
浄瑠璃
- 近松半二他『傾城阿波鳴門』 - 藩のお家騒動が題材となっている。

小説
- 戸部新十郎『蜂須賀小六』 - 前半が父の蜂須賀小六正勝、後半が小六家政の生涯を主題としている。
- 白石一郎『阿波の狸』 - 蜂須賀家政
- 吉川英治『鳴門秘帖』 - 10代蜂須賀重喜時代がモデル。
- 徳永真一郎『稲田騒動始末』 - 庚午事変を扱った短編小説。短編集『幕末列藩流血録』に収められている。
- 船山馨『お登勢』 - 庚午事変後、移住先での話（1968年-1973年）。小説、および小説を原作にしたドラマ及び舞台（脚本・ジェームス三木）。
- 簑輪諒『殿さま狸』 - 蜂須賀家政が主人公。
- 木下昌輝『秘色の契り』 - 主に10代蜂須賀重喜時代がモデル。

映画
- 『鳴門秘帖』 - 吉川英治の同名小説原作。複数本あり。
- 『鳴門秘帖』、『鳴門秘帖 完結篇』 - 吉川英治の同名小説原作。（1961年、東映。内出好吉監督。鶴田浩二主演）
- 『北の零年』 - 庚午事変を題材にした映画（2005年、主演：吉永小百合）。映画では静内に船で到着するが時代が変わったとすぐに帰ってしまうのは、史実と異なる。

ドラマ
- 『鳴門秘帖』 - 吉川英治の同名小説原作。複数あり。
- 『鳴門秘帖（2018年）』 - 吉川英治の同名小説原作。（2018年4月、NHK BS時代劇、全10回。山本耕史主演）さ